# 박창명 (바둑 기사)
박창명 (朴滄溟, 1991년 3월 13일 ~ , 부산광역시)은 대한민국의 바둑 기사다.

## 약력
부산 출신으로 충암도장에서 바둑을 배웠다. 2010년 제2회 비씨카드배 통합예선에 진출했고 2012년 17회 LG배 세계기왕전 통합예선과 초상부동산배 아마선발전 참가했으며 2012 olleh배 통합예선에 진출했다. 2014년 제133회 일반입단대회를 통해 프로에 입단했고 제10기 한국물가정보배에서 준우승을 차지했다. 2015년 육군에 입대했으며 2017년 제2회 미래의 별 신예최강전 본선 8강에 올랐다. 2017년 2단을 거쳐 2020년 3단으로 승단했다.